# Rio Corrente (Goiás)
No estado de Goiás existem dois(02) rios com o nome de Rio Corrente, um na bacia hidrográfica do Tocantins e outro na 
bacia hidrográfica do Paranaíba.
O rio Corrente da bacia hidrográfica do Tocantins, nasce na serra Geral próximo a Sítio d'Abadia, e percorre os municípios de Alvorada do Norte, Simolândia, Iaciara e Flores de Goiás.

O rio Corrente da bacia hidrográfica do Paranaíba, nasce a partir do encontro do rio Jacuba com rio Formoso, corre entre os municípios de Aporé, Itarumã e Itajá, deságua no rio Paranaíba.

Na amanhã do dia 30 de Janeiro de 2008 a usina hidrelétrica Espora, estourou causando um desastre ambiental sem precedentes.